# Procris och Cephal
Procris och Cephal (Céphale et Procris ou L'amour conjugal) är en opera i två akter med libretto av Gudmund Jöran Adlerbeth efter Jean-François Marmontels Céphale et Procris ou L'amour conjugal. Musiken till operan kom från stycken som hovsekreteraren Lars Lalin valde ut. Han anpassade även orden till de styckena. Recitativen och en dela av körpartierna komponerades av hovkapellmästaren Henrik Filip Johnsen. Koreografin till baletten gjordes av Louis Gallodier. Operan uruppfördes 8 januari 1778 på Stora Bollhuset i Stockholm. Den framfördes 8 gånger under 1778.

## Roller
| Roller                                | Stämma | Premiärbesättning den 8 januari 1778 (Dirigent: - ) |
| ------------------------------------- | ------ | --- |
| Prokris                               |        | Elisabeth Olin |
| Kefalos                               |        | Carl Stenborg |
| Aurora                                |        | Charlotte Slottsberg |
| Misstanken                            |        | Anders Nordén |
| Kärleken                              |        | Lovisa Augusti |
| Morgonstunderna (balett)              | -      | Du Tillet, Elisabeth Soligny, Sophie Hagman, Sabina Schubart, Greta Schubart, Susanna Wetterberg, M. E. Bergsten, Fredrica Bergsten, Granberg, Wetterberg den yngre, Molitor och Westberg.                             |
| Svartsjukans sällskap (kör)           |        | Verring, Lundberg, Schederman, Nettman, Schultz, Sundberg, Kryger, Edvberg, Hjortsberg, Ekenberg, Grönlund, Fagerberg, Bonn, Stenia, Pilgren, Lindström och Nystedt.                                                   |
| Lekar och Nöjen (kör)                 |        | P. Lindblom, Vigsten, Norlin, M. Bonn, Rosenlund, Åkerman, Hallstedt, Lindblom den yngre, Beata Ingman, Gemell, Lindblom, Maria Smedberg, Fredrika Svennerberg, Fredrika Ingman, Levin, Sylvest, Ekström och Björkman. |
| Lekar och Nöjen (balett)              | -      | Wacklin, Åkerberg, Hedman, G. Bergström, Berner, Öberg, Wibbling, Pantaleon. Lundblad, Fredrika Bergsten, Salbeck, Wetterberg, Molitor, M. E. Bergsten, Greta Schubart, Granberg och Westberg.                         |
| Hebe (danssolist)                     | -      | Elisabeth Soligny |
| Diana (danssolist)                    | -      | Du Tillet |
| Endymion (danssolist)                 | -      | Louis Gallodier |
| Gracer (danssolister)                 | -      | Sophie Hagman, Sabina Schubart och Wetterberg den äldre. |
| Hatets och hämndens sällskap (balett) | -      | Wibbling, Bergström, Berner, Schubart, Öberg, von Melen, Pantaleon och Berg. |
| Parquerna (balett)                    | -      | Slottberg, Schubart och Salbeck. |
| Hatet (danssolist)                    | -      | Lundblad |
| Hämden (danssolist)                   | -      | Voigt |
| Hesper (danssolist)                   | -      | Carlo Uttini |